# Sphaeridium
Genre
Sphaeridium est un genre d'insectes coléoptères de la famille des Hydrophilidae, de la  sous-famille des Hydrophilinae.

## Liste d'espèces
Selon Fauna Europaea (6 févr. 2015) :
- Sphaeridium bimaculatum
- Sphaeridium bipunctatum
- Sphaeridium bipustulatum
- Sphaeridium bipustulatum
- Sphaeridium inquinatum
- Sphaeridium lunatum
- Sphaeridium marginatum
- Sphaeridium pellucidum
- Sphaeridium plagiatum
- Sphaeridium punctiforme
- Sphaeridium rubrum
- Sphaeridium ruficolle
- Sphaeridium rufipes
- Sphaeridium rufipes
- Sphaeridium scarabaeoides
- Sphaeridium substriatum
- Sphaeridium testudineum
- Sphaeridium vaccarium

Selon ITIS (11 févr. 2015) :
- Sphaeridium bipustulatum Fabricius, 1781
- Sphaeridium lunatum Fabricius, 1792
- Sphaeridium marginatum Fabricius, 1787
- Sphaeridium scarabaeoides (Linnaeus, 1758)